# Cantonul La Motte-Servolex
Cantonul La Motte-Servolex este un canton din arondismentul Chambéry, departamentul Savoie, regiunea Rhône-Alpes, Franța.

## Comune
- Bourdeau
- Le Bourget-du-Lac
- La Chapelle-du-Mont-du-Chat
- La Motte-Servolex (reședință)